# موتيكيتيك
موتيكيتيك (بالإنجليزية: Motikitik)‏ في الأساطير الميلانيزية يعتبر موتيكيتيك الرب البطل في ميلانيزيا.